# Ru-Brennofen

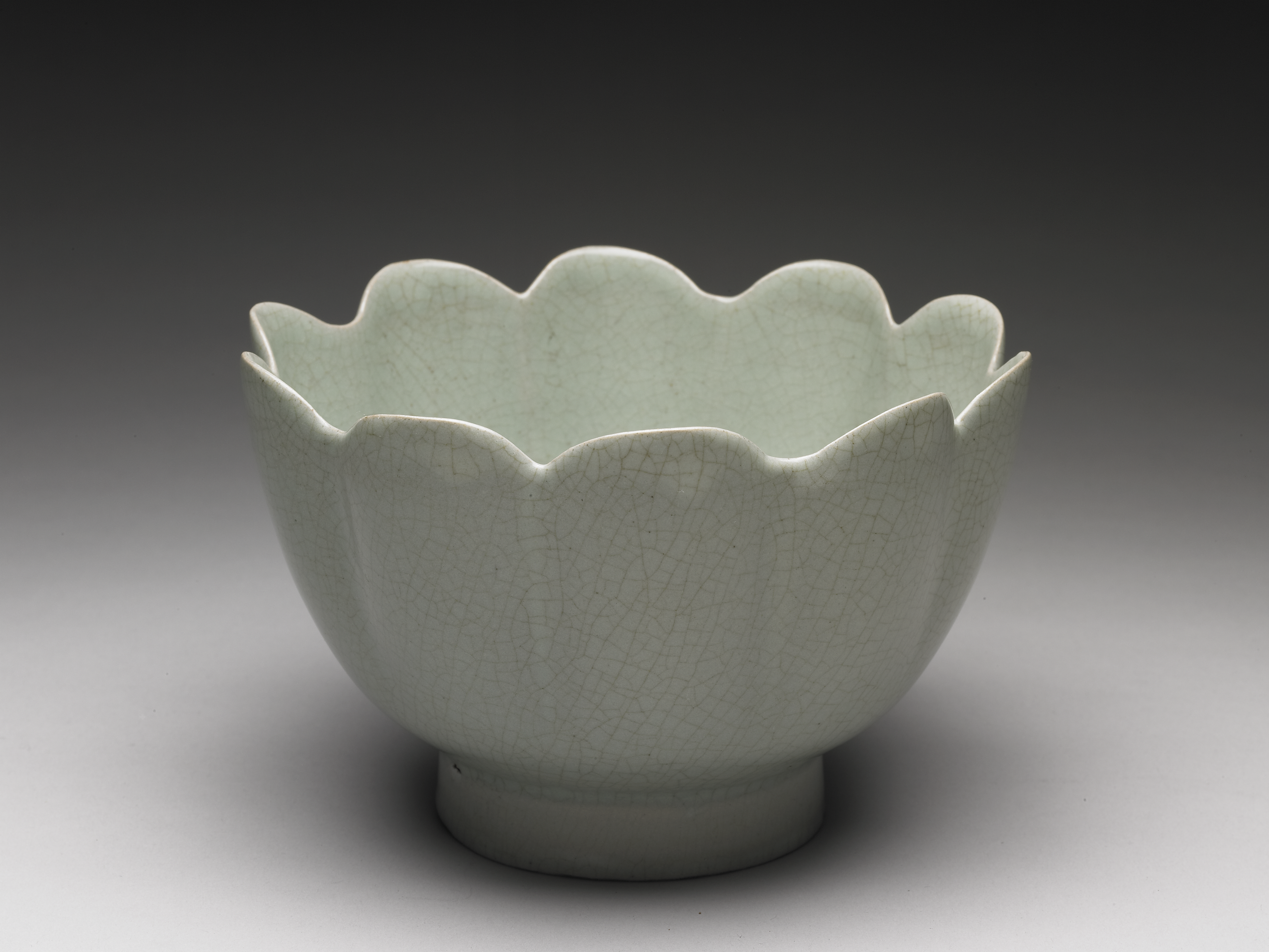
Wärmeschale in Form einer Blume mit hellbläulich-grüner Glasur, Nationales Palastmuseum

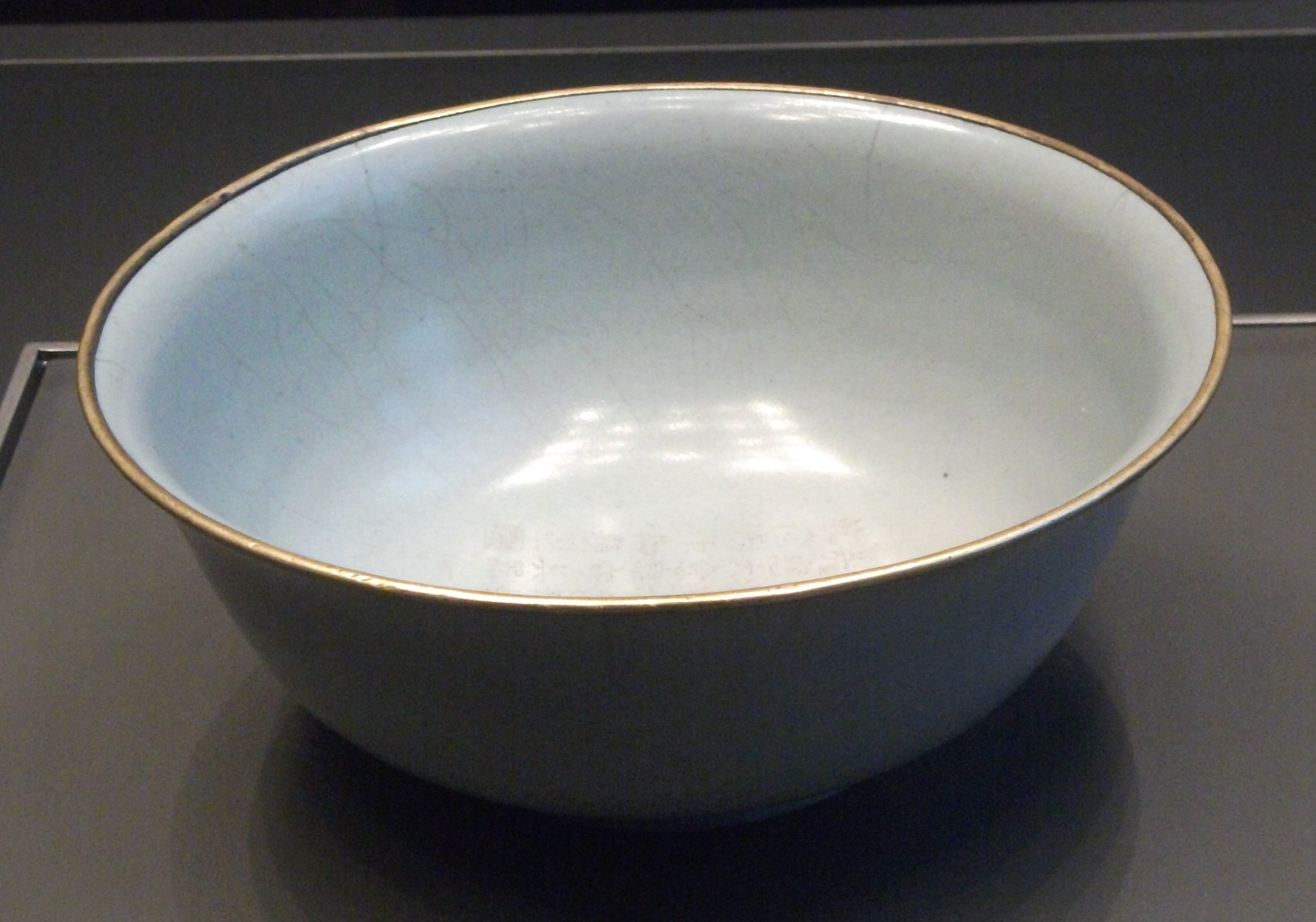
Schale aus der Percival David Collection im British Museum

Der Ru-Brennofen (chinesisch 窑窯 / 汝窑, Pinyin Rǔ yáo, englisch Ru kiln) war ein berühmter Porzellan- bzw. Keramikbrennofen – ein sogenannter „staatlicher Brennofen“ (guanyao) – in der Zeit der Nördlichen Song-Dynastie(960–1126). Er war einer der sogenannten Fünf berühmten Brennöfen der Song-Dynastie.
Eine Brennofenstätte befand sich im heutigen Ruzhou in der chinesischen Provinz Henan. Zu Anfang der Yuanyou-Ära der Zeit der (Nördlichen) Song-Dynastie wurde er als Nachfolger des Ding-Brennofens bestimmt, um Keramik für den Kaiserhof zu brennen, worüber unter anderem die Pinselnotizen Laoxue an biji des berühmten Dichters Lu You Auskunft geben.
Der Rohling hat die graue Farbe von Räucherstäbchenasche, seine Glasurfarbe ist fast eigrün. Die Brennzeit war kurz, aber die Qualität sehr fein.
In den südlichen und nordöstlichen Gemeinden von Ruzhou wurde auch eine andere Art von grünem Porzellan (qingci) gefunden, seine Glasurfarbe ist im Vergleich zum Longquan-Brennofen relativ kräftig mit etwas lauchzwiebelgrün darin; der Rohling (taigu) hat eine etwas blasse graue Farbe. Es gibt zwei Arten: Verzierungen mit Abdrücken (yinhua) und solche mit Schnitzereien (kehua); an Bildmotiven gibt es Blumen und Pflanzen, Wellen, Fische, Vögel, die Glasurfarbe und dekorativen Muster ähneln etwas denen des Yaozhou-Brennofens. Der Brennofen war hauptsächlich auf das Brennen von Keramik für den zivilen Bedarf spezialisiert, die Brennzeit war lang, es wurde in großen Mengen produziert.
Im Verlauf der Invasion der Jin (Jurchen) wurde die Produktion in allen nördlichen Brennöfen eingestellt.

## Qingliangsi

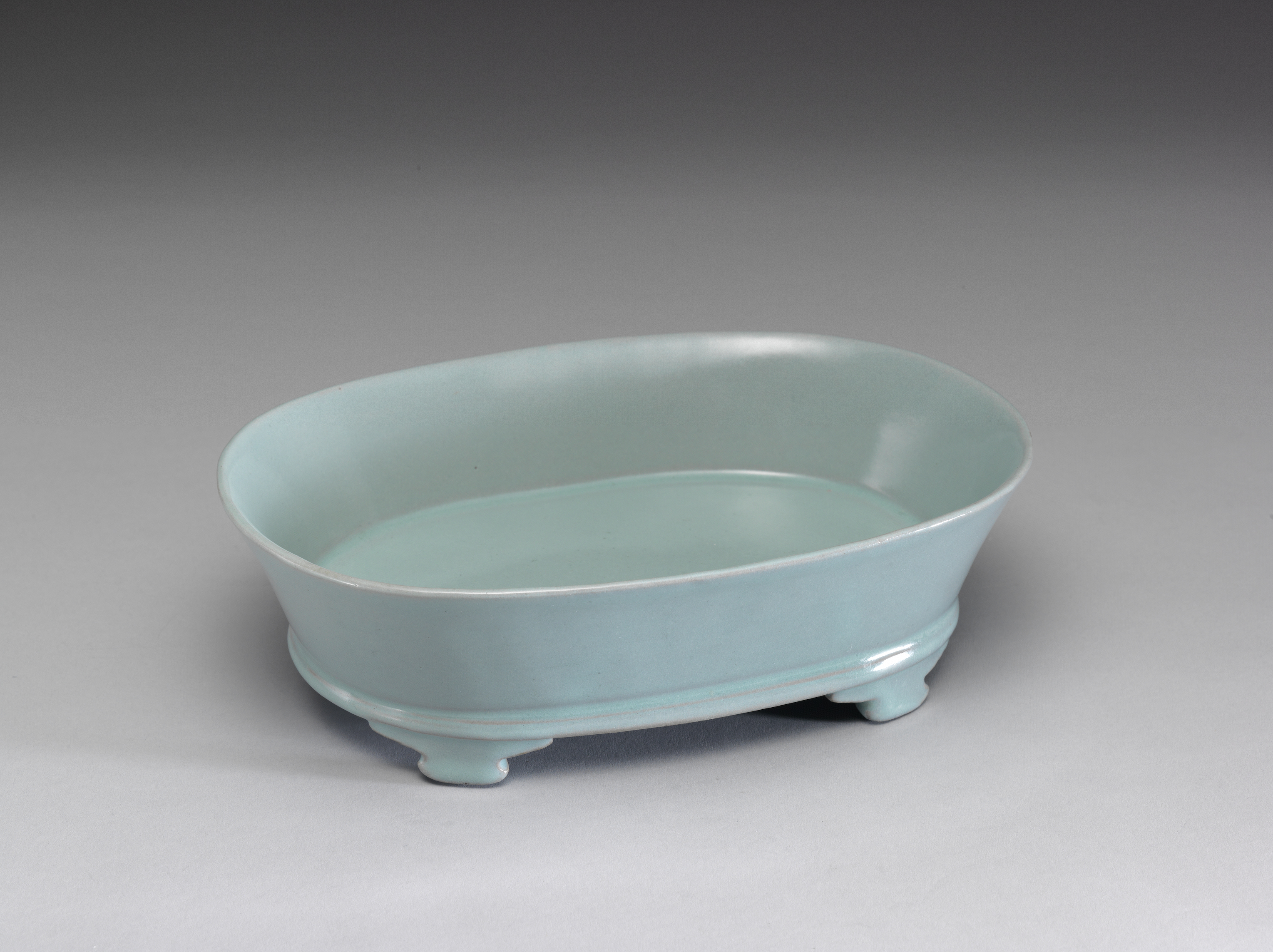
Narzissenbecken mit hellbläulich-grüner Glasur, Nationales Palastmuseum

Eine Ru-Brennofen-Stätte wurde 1986 von Wang Liuxian nahe dem Dorf Qingliangsi der Großgemeinde Daying in Baofeng, Provinz Henan, entdeckt. Sie wurde vom Shanghai-Museum unter Leitung von Wang Qingzhen untersucht.
Die Stätte des „staatlichen Brennofens“ von Qingliangsi (清凉寺汝官窑遗址,  Qīngliáng sì rǔ guānyáo yízhǐ) steht seit 2001 auf der Liste der Denkmäler der Volksrepublik China (5-77).

## Sammlungen

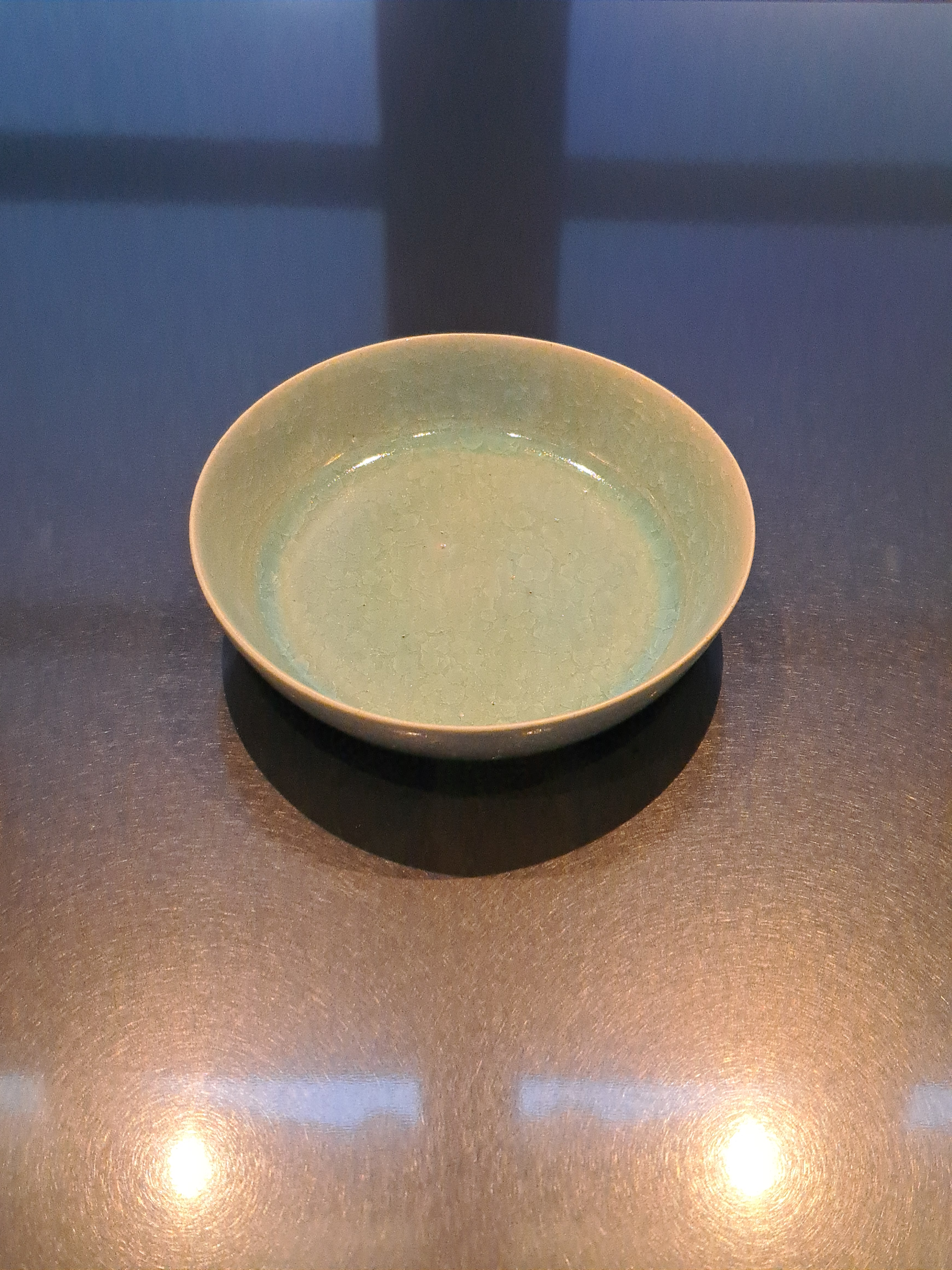
Ru-Schale, Porzellansammlung Kunstsammlungen Dresden

Die Anzahl der erhaltenen Keramiken des Ru-Brennofens wird auf unter hundert Stück geschätzt.
Während 2012 Regina Kahl in einem Bericht für Sotheby’s noch über 79 vollständig erhaltenen Ru-Keramiken berichtete, geht sie in einer überarbeiteten Liste von 2017 von 87 Stücken aus.
Ein Forschungsprojekt hat 2021 zu der Entdeckung einer Schale aus Ru-Keramik in der Porzellansammlung der Staatlichen Kunstsammlungen Dresden geführt, welche das einzige Objekt in einer deutschen Sammlung ist. Das flache Pinselwaschgefäß verfügt über eine Craquelé-Glasur und schimmert grün-bläulich.
Die vier größten Sammlungen von Ru-Keramiken sind laut Krahls Liste für Sotheby’s von 2017:
- 21 Stücke im Nationalen Palastmuseum, Taipeh
- 17 Stücke im British Museum, London (inklusive der Percival David Foundation of Chinese Art)
- 17 Stücke im Palastmuseum, Peking
- 9 Stücke im Shanghai-Museum

## Kunstmarkt
1992 wurde ein xiaopan (kleiner Teller) von 8 cm Durchmesser bei Sotheby’s in New York für 1,54 Mio. Dollar versteigert, später in Hongkong ein sanxizun (Opfergefäß) für über 50 Mio. Hongkong-Dollar.

## Sammlungen
- Ru ware. Percival David Foundation of Chinese Art, British Museum, London

## Einzelne Objekte
- Ruyao fenqing youxi 汝窑粉青釉洗

Ru-Keramik, Song-Dynastie

- Ruyao lianhuashi wenwan 汝窑莲花式温碗
- Ruyao pan 汝窑盘
- Ruyao sanxizun 汝窑三牺尊
- (auch Ruyao sanyangzun 汝窑三羊尊 genannt)
- Ruyao sanzuxi 汝窑三足洗
- Ruyao sanzuzun 汝窑三足樽
- Ruyao tianlan gualing ping 汝窑天蓝瓜陵瓶
- Ruyao tianqing wuwen tuoyuan shuixianpen 汝窑天青无纹椭圆水仙盆
- Ruyao xi 汝窑洗
- Ruyao xiaopan 汝窑小盘

### Nachschlagewerke
- Cihai („Meer der Wörter“), Shanghai cishu chubanshe, Shanghai 2002, ISBN 7-5326-0839-5
- Zhongguo da baike quanshu: Kaoguxue (Archäologie). Beijing: Zhongguo da baike quanshu chubanshe, 1986 (Artikel: Linru yaozhi)

### Qingliangsi
- The ruins of the Ruguan porcelain kiln (A state-owned kiln which produced porcelain articles exclusively for the royal family) – Englisch
- Main chemical ingredients of the celadon glaze from Qingliangsi kiln and Zhanggongxiang kiln – Englisch
- Babai nian de xuan'an, Qingliangsi Ru guanyao yizhi zhi mi youwang jiekai – Chinesisch